# Freilingen (Blankenheim)
Freilingen is een plaats in de Duitse gemeente Blankenheim (Ahr), deelstaat Noordrijn-Westfalen, en telt 693 inwoners.